# Naftifin
A naftifin az allilaminok közé tartozó gomba elleni gyógyszer. A Tinea pedis, Tinea cruris és Tinea corporis okozta fertőzések helyi kezelésére használatos.
A pontos hatásmechanizmusa nem ismert. A szkvalén-epoxidáz enzim gátlásával hat. Felezési ideje kb. 2–3 nap. Bomlástermékei a vizelettel és a széklettel ürülnek. 

## Készítmények
- Exoderil
- Naftin

## Lásd még
- Terbinafin

## Fordítás
Ez a szócikk részben vagy egészben  a   Naftifine című angol Wikipédia-szócikk fordításán alapul.  Az eredeti cikk szerkesztőit annak laptörténete sorolja fel. Ez a jelzés csupán a megfogalmazás eredetét és a szerzői jogokat jelzi, nem szolgál a cikkben szereplő információk forrásmegjelöléseként.